# Equipo de Copa Hopman de Estados Unidos
Los Estados Unidos han aparecido en la Copa Hopman de la segunda puesta en escena del evento en 1990. Los Estados Unidos han aparecido en once finales de la Copa Hopman y tienen un récord de seis victorias. También son el único país en defender con éxito el título y mantener el récord de apariciones en finales consecutivas en cuatro.

## Jugadores
Esta es una lista de los jugadores que han jugado para los Estados Unidos en la Copa Hopman.
| Nombres               | Total G-P | Singles G-P | Dobles G-P | Primer año jugado | Número de años jugados |
| James Blake           | 23–11     | 11–6        | 12–5       | 2000              | 5                      |
| Lindsay Davenport     | 12–4      | 6–2         | 6–2        | 1995              | 3                      |
| Taylor Dent           | 6–2       | 3–1         | 3–1        | 2006              | 1                      |
| Mary Joe Fernández    | 2–2       | 1–1         | 1–1        | 1993              | 2                      |
| Mardy Fish            | 8–10      | 5–4         | 3–6        | 2007              | 3                      |
| Amy Frazier           | 0–2       | 0–1         | 0–1        | 1992              | 1                      |
| Jan-Michael Gambill   | 13–9      | 6–5         | 7–4        | 1999              | 3                      |
| Zina Garrison         | 3–3       | 2–1         | 1–2        | 1991              | 1                      |
| Justin Gimelstob      | 4–4       | 1–3         | 3–1        | 1997              | 1                      |
| Ashley Harkleroad     | 0–5       | 0–3         | 0–2        | 2007              | 1                      |
| John Isner            | 18–10     | 7–7         | 11–3       | 2010              | 5                      |
| Ivan Lendl            | 1–1       | 0–1         | 1–0        | 1994              | 1                      |
| Bethanie Mattek-Sands | 6–7       | 4–3         | 2–4        | 2011              | 2                      |
| John McEnroe          | 5–1       | 2–1         | 3–0        | 1990              | 1                      |
| Melanie Oudin         | 3–3       | 1–2         | 2–1        | 2010              | 1                      |
| Lisa Raymond          | 3–5       | 0–4         | 3–1        | 2006              | 1                      |
| Richey Reneberg       | 4–4       | 1–3         | 3–1        | 1995              | 2                      |
| Derrick Rostagno      | 1–1       | 1–0         | 0–1        | 1992              | 1                      |
| Chanda Rubin          | 13–7      | 7–3         | 6–4        | 1996              | 3                      |
| Monica Seles          | 12–4      | 6–2         | 6–2        | 2001              | 2                      |
| Meghann Shaughnessy1  | 5–9       | 2–5         | 3–4        | 2005              | 3                      |
| Pam Shriver           | 4–1       | 1–1         | 3–0        | 1990              | 1                      |
| Jonathan Stark        | 2–4       | 1–2         | 1–2        | 1998              | 1                      |
| Sloane Stephens       | 3–1       | 2–0         | 1–1        | 2014              | 1                      |
| Alexandra Stevenson   | 2–4       | 1–2         | 1–2        | 2000              | 1                      |
| MaliVai Washington    | 0–2       | 0–1         | 0–1        | 1993              | 1                      |
| David Wheaton         | 2–4       | 1–2         | 1–2        | 1991              | 1                      |
| Serena Williams       | 18–3      | 8–2         | 10–1       | 2003              | 3                      |
| Venus Williams        | 5–0       | 3–0         | 2–0        | 2013              | 1                      |

- En Negritas los que ganaron el torneo.